# Maccarese
Maccarese is een plaats (frazione) in de Italiaanse gemeente Fiumicino.